# Puchar Świata w saneczkarstwie (tory naturalne) 2013/2014
Sezon 2013/2014 Pucharu Świata w saneczkarstwie na torach naturalnych – 22. sezon Pucharu Świata w saneczkarstwie na torach naturalnych. Rozpoczął się 20 grudnia 2013 roku w rosyjskim mieście Nowouralsk. Ostatnie zawody z tego cyklu zostały rozegrane 19 lutego 2014 roku na torze w rumuńskim mieście Vatra Dornei. Rozegrane zostały 22 konkursy: po 6 konkursów indywidualnych kobiet, mężczyzn oraz dwójek mężczyzn, odbyły się również czterokrotnie zawody sztafet.
Podczas sezonu 2013/2014 odbyły się dwie imprezy, na których rozdane zostały medale. Podczas zawodów Pucharu Świata w austriackim Umhausen odbyły się jednocześnie Mistrzostwa Europy, zaś podczas rywalizacji w Vatra Dornei zawodnicy z kategorii wiekowej juniorów walczyli o tytuł w mistrzostwach świata juniorów.

## Kalendarz zawodów Pucharu Świata
| Lp.                                        | Data                      | Miejscowość      | Konkurencja                                  | 1 miejsce                                                                            | 2 miejsce                                                                             | 3 miejsce                                                                                   |
| ------------------------------------------ | ------------------------- | ---------------- | -------------------------------------------- | ------------------------------------------------------------------------------------ | ------------------------------------------------------------------------------------- | ------------------------------------------------------------------------------------------- |
| 1. PŚ                                      | 20–22 grudnia 2013        | Nowouralsk       | Jedynki kobiet                               | Jekatierina Ławrientjewa                                                             | Tina Unterberger                                                                      | Evelin Lanthaler                                                                            |
| 1. PŚ                                      | 20–22 grudnia 2013        | Nowouralsk       | Jedynki mężczyzn                             | Patrick Pigneter                                                                     | Michael Scheikl                                                                       | Alex Gruber                                                                                 |
| 1. PŚ                                      | 20–22 grudnia 2013        | Nowouralsk       | Dwójki mężczyzn                              | Austria Christian Schopf · Andreas Schopf                                            | Rosja Aleksandr Jegorow · Piotr Popow                                                 | Włochy Patrick Pigneter · Florian Clara                                                     |
| 1. PŚ                                      | 20–22 grudnia 2013        | Nowouralsk       | Konkurs drużynowy                            | Rosja Jekatierina Ławrientjewa · Stanisław Kowszyk · Aleksandr Jegorow · Piotr Popow | Włochy Evelin Lanthaler · Alex Gruber · Patrick Pigneter · Florian Clara              | Austria Tina Unterberger · Michael Scheikl · Christian Schopf · Andreas Schopf              |
| 2. PŚ                                      | 4–5 stycznia 2014         | Seiser Alm       | Jedynki kobiet                               | Carmen Planötscher                                                                   | Tina Unterberger                                                                      | Ludmiła Aksienienko                                                                         |
| 2. PŚ                                      | 4–5 stycznia 2014         | Seiser Alm       | Jedynki mężczyzn                             | Thomas Kammerlander                                                                  | Michael Scheikl                                                                       | Florian Breitenberger                                                                       |
| 2. PŚ                                      | 4–5 stycznia 2014         | Seiser Alm       | Dwójki mężczyzn                              | Włochy Patrick Pigneter · Florian Clara                                              | Rosja Aleksandr Jegorow · Piotr Popow                                                 | Austria Christoph Regensburger · Dominik Holzknecht                                         |
| 3. PŚ                                      | 10-12 stycznia 2014       | Moos in Passeier | Jedynki kobiet                               | Jekatierina Ławrientjewa                                                             | Greta Pinggera                                                                        | Evelin Lanthaler                                                                            |
| 3. PŚ                                      | 10-12 stycznia 2014       | Moos in Passeier | Jedynki mężczyzn                             | Patrick Pigneter                                                                     | Thomas Kammerlander                                                                   | Michael Scheikl                                                                             |
| 3. PŚ                                      | 10-12 stycznia 2014       | Moos in Passeier | Dwójki mężczyzn                              | Włochy Patrick Pigneter · Florian Clara                                              | Rosja Pawieł Porszniew · Iwan Łazariew                                                | Rosja Aleksandr Jegorow · Piotr Popow                                                       |
| 3. PŚ                                      | 10-12 stycznia 2014       | Moos in Passeier | Konkurs drużynowy                            | Włochy Greta Pinggera · Florian Breitenberger · Patrick Pigneter · Florian Clara     | Rosja Jekatierina Ławrientjewa · Jurij Tałych · Pawieł Porszniew · Iwan Łazariew      | Austria Tina Unterberger · Thoms Kammerlander · Christoph Regensburger · Dominik Holzknecht |
| 4. PŚ                                      | 17-19 stycznia 2014       | Umhausen         | Jedynki kobiet                               | Jekatierina Ławrientjewa                                                             | Melanie Schwarz                                                                       | Tina Unterberger                                                                            |
| 4. PŚ                                      | 17-19 stycznia 2014       | Umhausen         | Jedynki mężczyzn                             | Patrick Pigneter                                                                     | Thomas Kammerlander                                                                   | Alex Gruber                                                                                 |
| 4. PŚ                                      | 17-19 stycznia 2014       | Umhausen         | Dwójki mężczyzn                              | Włochy Patrick Pigneter · Florian Clara                                              | Rosja Pawieł Porszniew · Iwan Łazariew                                                | Rosja Aleksandr Jegorow · Piotr Popow                                                       |
| 4. PŚ                                      | 17-19 stycznia 2014       | Umhausen         | Konkurs drużynowy                            | Włochy Melanie Schwarz · Alex Gruber · Patrick Pigneter · Florian Clara              | Rosja Jekatierina Ławrientjewa · Stanisław Kowszyk · Pawieł Porszniew · Iwan Łazariew | Austria Tina Unterberger · Thomas Kammerlander · Christian Schopf · Andreas Schopf          |
| Mistrzostwa Europy – Umhausen              |                           |                  |                                              |                                                                                      |                                                                                       |                                                                                             |
| 5. PŚ                                      | 24-26 stycznia 2014       | Olang            | Jedynki kobiet                               | Evelin Lanthaler                                                                     | Jekatierina Ławrientjewa                                                              | Greta Pinggera                                                                              |
| 5. PŚ                                      | 24-26 stycznia 2014       | Olang            | Jedynki mężczyzn                             | Patrick Pigneter                                                                     | Michael Scheikl                                                                       | Thomas Kammerlander                                                                         |
| 5. PŚ                                      | 24-26 stycznia 2014       | Olang            | Dwójki mężczyzn                              | Włochy Patrick Pigneter · Florian Clara                                              | Rosja Pawieł Porszniew · Iwan Łazariew                                                | Rosja Aleksandr Jegorow · Piotr Popow                                                       |
| 5. PŚ                                      | 24-26 stycznia 2014       | Olang            | Konkurs drużynowy                            | Włochy Evelin Lanthaler · Anton Blasbichler · Patrick Pigneter · Florian Clara       | Rosja Jekatierina Ławrientjewa · Jurij Tałych · Pawieł Porszniew · Iwan Łazariew      | Austria Tina Unterberger · Michael Scheikl · Christian Schopf · Andreas Schopf              |
| 6. PŚ                                      | 31 stycznia-2 lutego 2014 | Sankt Sebastian  | Zawody odwołane z powodu wysokich temperatur | Zawody odwołane z powodu wysokich temperatur                                         | Zawody odwołane z powodu wysokich temperatur                                          | Zawody odwołane z powodu wysokich temperatur                                                |
| 7. PŚ                                      | 17-19 lutego 2014         | Vatra Dornei     | Jedynki kobiet                               | Evelin Lanthaler                                                                     | Jekatierina Ławrientjewa                                                              | Greta Pinggera                                                                              |
| 7. PŚ                                      | 17-19 lutego 2014         | Vatra Dornei     | Jedynki mężczyzn                             | Thomas Kammerlander                                                                  | Patrick Pigneter                                                                      | Florian Breitenberger                                                                       |
| 7. PŚ                                      | 17-19 lutego 2014         | Vatra Dornei     | Dwójki mężczyzn                              | Włochy Patrick Pigneter · Florian Clara                                              | Rosja Aleksandr Jegorow · Piotr Popow                                                 | Austria Christian Schopf · Andreas Schopf                                                   |
| 7. PŚ                                      | 17-19 lutego 2014         | Vatra Dornei     | Konkurs drużynowy                            | Włochy Evelin Lanthaler · Florian Breitenberger · Patrick Pigneter · Florian Clara   | Rosja Jekatierina Ławrientjewa · Stanisław Kowszyk · Aleksandr Jegorow · Piotr Popow  | Austria Maria Auer · Thomas Kammerlander · Christian Schopf · Andreas Schopf                |
| Mistrzostwa Świata Juniorów – Vatra Dornei |                           |                  |                                              |                                                                                      |                                                                                       |                                                                                             |

## Klasyfikacje

### Jedynki kobiet
| Miejsce | Zawodnik                 | Reprezentacja | NOW | SEI | MOO | UMH | OLA | VAT | Punkty |
| ------- | ------------------------ | ------------- | --- | --- | --- | --- | --- | --- | ------ |
| 1.      | Jekatierina Ławrientjewa | Rosja         | 1   | 5   | 1   | 1   | 2   | 2   | 525    |
| 2.      | Evelyn Lanthaler         | Włochy        | 3   | 9   | 3   | 4   | 1   | 1   | 439    |
| 3.      | Tina Unterberger         | Austria       | 2   | 2   | 5   | 3   | 5   | 5   | 405    |
| 4.      | Łudmiła Aksienienko      | Rosja         | 4   | 3   | 9   | 5   | 8   | 10  | 302    |
| 5.      | Carmen Planötscher       | Włochy        | —   | 1   | 4   | 14  | 4   | 6   | 398    |
| 6.      | Greta Pinggera           | Włochy        | —   | 10  | 2   | 18  | 3   | 3   | 284    |
| 7.      | Christina Götschl        | Austria       | 5   | 11  | 11  | 7   | 7   | 9   | 254    |
| 8.      | Petra Dragičević         | Słowenia      | 6   | 12  | 13  | 10  | 12  | 10  | 216    |
| 8.      | Maria Auer               | Austria       | —   | 7   | 6   | 17  | 10  | 4   | 216    |
| 10.     | Michaela Maurer          | Niemcy        | —   | 8   | 8   | 6   | 6   | 7   | 215    |
| . . .   |                          |               |     |     |     |     |     |     |        |
| 23.     | Wioletta Ryś             | Polska        | -   | 14  | 14  | 20  | 13  | -   | 106    |
| 37.     | Daria Martyniak          | Polska        | -   | -   | -   | -   | -   | 24  | 17     |

### Mężczyźni
| Miejsce | Zawodnik              | Reprezentacja | NOW | SEI | MOO | UMH | OLA | VAT | Punkty |
| ------- | --------------------- | ------------- | --- | --- | --- | --- | --- | --- | ------ |
| 1.      | Patrick Pigneter      | Włochy        | 1   | 4   | 1   | 1   | 1   | 2   | 545    |
| 2.      | Thomas Kammerlander   | Austria       | 4   | 1   | 2   | 2   | 3   | 1   | 500    |
| 3.      | Michael Scheikl       | Austria       | 2   | 2   | 3   | 9   | 2   | 4   | 424    |
| 4.      | Florian Breitenberger | Włochy        | —   | 3   | 4   | 26  | 5   | 3   | 270    |
| 5.      | Stanisław Kowszyk     | Rosja         | 6   | 16  | 10  | 7   | 8   | 5   | 253    |
| 6.      | Aleksandr Jegorow     | Rosja         | 7   | 7   | 12  | 12  | 9   | 7   | 241    |
| 7.      | Alex Gruber           | Włochy        | 3   | 9   | 5   | 3   | —   | —   | 234    |
| 8.      | Jurij Tałych          | Rosja         | 9   | 14  | 7   | 12  | 6   | 11  | 229    |
| 9.      | Grigorij Bukin        | Rosja         | 8   | 10  | 13  | 15  | 7   | 13  | 210    |
| 10.     | Bernd Neurauter       | Austria       | —   | 5   | 9   | 10  | 12  | 10  | 198    |
| . . .   |                       |               |     |     |     |     |     |     |        |
| 12.     | Adam Jędrzejko        | Polska        | 14  | 11  | 14  | 11  | 10  | 15  | 186    |
| 22.     | Damian Waniczek       | Polska        | -   | 23  | 17  | 17  | 17  | 18  | 113    |
| 26.     | Andrzej Laszczak      | Polska        | -   | 15  | 19  | 36  | 36  | 35  | 64     |
| 73.     | Mirosław Sojka        | Polska        | -   | -   | -   | -   | -   | 0   | 0      |

### Dwójki mężczyzn
| Miejsce | Zawodnik                                       | Reprezentacja | Punkty |
| ------- | ---------------------------------------------- | ------------- | ------ |
| 1       | Patrick Pigneter – Florian Clara               | Włochy        | 570    |
| 2       | Aleksandr Jegorow – Piotr Popow                | Rosja         | 465    |
| 3       | Pawieł Porszniew – Iwan Łazariew               | Rosja         | 425    |
| 4       | Christian Schopf – Andreas Schopf              | Austria       | 400    |
| 5       | Christoph Regensburger – Dominik Holzknecht    | Austria       | 323    |
| 6       | Andrzej Laszczak – Damian Waniczek             | Polska        | 251    |
| 7       | Muhammet Emin Dellalbasi – Muhammet Sait Ozcan | Turcja        | 219    |
| 8       | Bogdan Morosan – Gabriel Candrea               | Rumunia       | 189    |
| 9       | Pawieł Silin – Iwan Rodin                      | Rosja         | 180    |
| 10      | Stanisław Kowszyk – Ilja Tarasow               | Rosja         | 177    |